# San Francisco Giants
O San Francisco Giants é uma equipe da Major League Baseball sediada em São Francisco, Califórnia. Os Giants são membros da Divisão Oeste da Liga Nacional da MLB. Já foi chamado de New York Gothams, New York Giants e, em 1958, transferiu-se para San Francisco, na costa oeste, adotando seu nome atual, San Francisco Giants. Foi campeão das Grandes Ligas (MLB) oito vezes.
É o time com mais vitórias na história da MLB. O maior rival do Giants é o Los Angeles Dodgers. Desde a época em que o Giants era de NY, o Brooklyn tinha seu próprio time, o Brooklyn Dodgers. A rivalidade entre essas dois equipes era muito grande. Em 1958, ambos os rivais deixaram New York e partiram para a Califórnia, sendo que o Giants foi para São Francisco e o Dodgers para Los Angeles, mantendo até hoje esta grande rivalidade entre essas duas potências da MLB.
Desde 1960 o Giants jogava no Candlestick Park. Em 2000 se abriu o seu novo estádio que ficou conhecido como Pacific Bell Park, ainda que o nome mudou para SBC Park quando a companhia telefônica SBC comprou a Pacific Bell em 2003. Agora que SBC comprou a AT&T, o Estádio passará a ser chamado de AT&T Park. O San Francisco Giants quebrou um jejum de 54 anos sem títulos, terceiro maior da época, ganhando a World Series de 2010, contra o Texas Rangers. O Time abriu 2-0 em casa, no AT&T Park, perdeu o primeiro em jogo Arlington, no Rangers Ball Park, mas se recuperou nos jogos 4 e 5, fechando a série em 4-1.
Em 2012, o time voltou a vencer a World Series, varrendo o Detroit Tigers. A série foi extremamente fácil, ao contrário do que todos esperavam. San Francisco fez 2x0 em sua casa, e confirmou a vitória ganhando dois jogos no Comerica Park, em Detroit. Em 2014, o time quebrou uma sequência histórica ao ganhar do Kansas City Royals, jogando como visitante (desde 1979, o visitante não ganhava a World Series jogando o 7º jogo na casa do adversário), celebrando sua 3ª World Series em 5 anos, depois de uma 7ª partida emocionante, onde Madison Bumgarner, Pablo Sandoval e Hunter Pence, lideraram a equipe rumo ao seu 8º título, durante a disputa contra o Kansas City Royals.

## Conquistas
- 8 Títulos da World Series - 1905, 1921, 1922, 1933, 1954, 2010, 2012 e 2014.[1][2]
- 23 Títulos da National League - 2014, 2012, 2010, 2002, 1989 ,1962 ,1954 ,1951 ,1937/36, 1933, 1924/23/22/21, 1917, 1913/12/11, 1905/04 e 1889/88
- 8 Títulos da National League West - 2012, 2010, 2003, 2000, 1997, 1989, 1987 e 1971

## Estatísticas
- 10.037 vitórias (recorde na MLB)
- 8.548 derrotas
- 54 % de aproveitamento (atrás apenas do NY Yankees)

## Estádios
- 2000- - AT&T Park (antes SBC Park e Pacific Bell Park) - San Francisco - 41.915 lugares
- 1960-1999 - 3Com Park (antes Candlestick Park) - San Francisco - 58.000 lugares
- 1958-1959 - Seals Park - San Francisco - 22.900 lugares
- 1911-1957 - Polo Grounds IV - New York - 55.000 lugares
- 1891-1911 - Polo Grounds III - New York
- 1889-1890 - Polo Grounds II - New York
- 1883-1888 - Polo Grounds I - New York

## Principais Jogadores 2006
- 25 - Barry Bonds - Jardineiro Esquerdo (LF)
- 18 - Moises Alou - Jardineiro Direito (RF)
- 5 - Ray Durham - Segunda Base (2B)
- 29 - Jason Schmidt - Lançador (SP)
- 35 - Matt Morris - Lançador (SP)
- 49 - Armando Benitez - Fechador (RP/Closer)

## Principais Jogadores da História

### Batedores
- Willie Mays
- Barry Bonds
- Mel Ott
- Willie McCovey
- Roger Connor
- Orlando Cepeda

### Lançadores
- Madison Bumgarner
- Christy Mathewson
- Carl Hubbell
- Juan Marichal
- Tim Keefe
- Gaylord Perry

## Treinadores
- 2020-presente - Gabe Kapler
- 2007-2019 - Bruce Bochy
- 2003-2006 - Felipe Alou
- 1993-2002 - Dusty Baker
- 1985-1992 - Roger Craig
- 1985-1985 - Jim Davenport
- 1984-1984 - Danny Ozark
- 1981-1984 - Frank Robinson
- 1979-1980 - Dave Bristol
- 1977-1979 - Joe Altobelli
- 1976-1976 - Bill Rigney
- 1974-1975 - Wes Westrum
- 1970-1974 - Charlie Fox
- 1969-1970 - Clyde King
- 1965-1968 - Herman Franks
- 1961-1964 - Alvin Dark
- 1960-1960 - Tom Sheehan
- 1956-1960 - Bill Rigney
- 1948-1955 - Leo Durocher
- 1942-1948 - Mel Ott
- 1932-1941 - Bill Terry
- 1902-1932 - John McGraw